# Gnetophyta
Classe
Ordres de rang inférieur
- Ephedrales
- Gnetales
- Welwitschiales

Les Gnétophytes (Gnetophyta) sont une division de plantes  vasculaires, ou la classe des Gnétopsides (Gnetopsida) dans les nouvelles classifications. Ce sont des plantes ligneuses sans canaux résinifères dont les plus anciens fossiles datent du Permien (-270 Ma). Ce sont les seuls gymnospermes ayant un bois hétéroxylé. Elles sont voisines des Pinales ou Pinacées, alors qu'elles ont pendant longtemps été considérées comme groupe frère des Angiospermes avec lesquelles elles constituaient le groupe monophylétique des Anthophytes. En effet, elles partagent plusieurs caractères en commun avec les plantes à fleurs, mais ceux-ci résultent de convergences évolutives (par exemple : la protection des sporophylles par des enveloppes bractéales ou encore l'existence de xylème à vaisseaux véritables...).
De plus il s'est avéré que la "double fécondation" chez les Gnétales n'était vraisemblablement pas identique à la double fécondation chez les Angiospermes. Chez ces derniers, un gamète donnera le zygote avec l'oosphère et un autre gamète donnera avec les noyaux polaires un tissu de réserve pour la graine : l'albumen. Tandis que chez les Gnétales, les deux gamètes mâles vont fusionner avec les noyaux les plus proches (chez le genre Gnetum) pour donner deux zygotes. Or un seul proembryon pouvant se développer par graine, le zygote surnuméraire avortera et il n'y aura pas ainsi de tissu de réserves pour la graine. C'est pourquoi on ne parle pas vraiment de double fécondation. L'hypothèse selon laquelle les Gnétales et les Angiospermes seraient des groupes frères a donc moins de poids.

## Classification
Ces plantes formaient traditionnellement la division Gnetophyta Bessey, 1907. Dans la classification phylogénétique APG III (2009) elles correspondent à la sous-classe Gnetidae Pax, 1894.

Les espèces actuelles sont classées en trois genres placés chacun dans leur propre famille et ordre.
Liste des genres actuels selon GBIF :
- ordre Ephedrales :
  - famille Ephedraceae :
    - Ephedra, que l'on rencontre sur les bords des mers tempérées.
- ordre Gnetales :
  - famille Gnetaceae :
    - Gnetum, qui sont des lianes équatoriales.
- ordre Welwitschiales :
  - famille Welwitschiaceae :
    - Welwitschia, que l'on rencontre dans le désert du Namib. C'est une plante néoténique, c'est-à-dire une plante capable de se reproduire avant d'être devenue adulte.

Certaines classifications placent aujourd'hui toutes ces genres dans le seul ordre des Éphédrales.